# It's Kinda Funny
«It's Kinda Funny» es una canción de la banda escocesa de post-punk Josef K, publicada en noviembre de 1980 por Postcard Records.

## Inspiración y grabación
«It's Kinda Funny» fue inspirada en la muerte de Ian Curtis, vocalista de Joy Division. En el libro Totally Wired: Postpunk Interviews and Overviews de Simon Reynolds, Paul Haig explicó:

“La escribí después de la muerte de Ian Curtis. Estaba muy molesto porque me encantaba Joy Division y estaba realmente asustado de que él pudiera quitarse la vida a la edad de veintitrés años. Pensé en lo fácil que era desaparecer a través de la grieta en la pared. Como dije en la canción, la grieta en la pared está atravesada hacia la próxima dimensión, o la muerte. No es una canción muy feliz, pero «It's Kinda Funny» significa que no tienes que estar deprimido por eso. Todavía puedes reírte de eso. Es solo la vida. Supongo que es uno de los pocos mensajes que he tratado de transmitir. en términos líricos. La vida puede ser una mierda, pero también puede ser buena. Todos estamos en el mismo predicamento”.

Producida por la banda y diseñada por Callum Malcolm, la canción fue grabada en octubre de 1980 en los estudios Castle Sound en Edimburgo, Escocia.

## Lanzamiento y recepción
«It's Kinda Funny» fue publicado como el sencillo principal de The Only Fun in Town en noviembre de 1980 por Postcard Records. La canción alcanzó el puesto #12 en la lista de sencillos independientes del Reino Unido.
Reynolds la calificó como una de las mejores canciones de Josef K, mientras que Colin Larkin declaró que la canción tenía un ”sonido más discreto y melódico”.
El 29 de octubre de 2021, la canción apareció como en la caja recopilatoria de Cherry Red Records, The Sun Shines Here: The Roots of Indie Pop 1980–1984. En una reseña para Spectrum Culture, Will Pinfold dijo que «It's Kinda Funny», “suena típicamente severo y austero”.

## Posicionamiento
| Gráfica (1980)                             | Pico de posición |
| ------------------------------------------ | ---------------- |
| Reino Unido (UK Independent Singles Chart) | 12               |